# Новое Никольское (Татарстан)
Новое Никольское — деревня в Кукморском районе Татарстана. Входит в состав Нижнеискубашского сельского поселения.

## География
Находится в северо-западной части Татарстана на расстоянии приблизительно 22 км на юго-восток по прямой от районного центра города Кукмор.

## История
Основана в первой половине XIX века.

## Население
Постоянных жителей было: в 1859—109, в 1897—235, в 1908—339, в 1920—286, в 1926—372, в 1970 — 59, в 1979 — 25, 7 в 2002 году (татары 71 %, русские 29 %), 2 в 2010.